# オープンアプリプレイヤー
オープンアプリプレイヤーはKDDIが提供するBREWプラットフォームに対応したau携帯電話の一部に搭載されるJavaアプリケーション再生用EZアプリ(BREW)の名称である。

## 概要
- オープンアプリプレイヤー（以下OAP）とはJavaアプリ管理を行えるApplication Management Software(AMS)とJava仮想マシンを組み合わせたものとなっている。
- Java Platform, Micro Edition(Java ME)準拠、コンフィギュレーションはConnected Limited Device Configuration(CLDC) 1.1、プロファイルはMIDP(Mobile Information Device Profile)を採用している。
- KDDIが言うオープンアプリとは、実態としては、CLDC1.1/MIDP2.0に対応したJavaアプリのことである。
- CLDC1.1/MIDP2.0の仕様の忠実な再現を目指しており、特別な拡張などは行っていない。
- Untrustedアプリしか対応していない。
- MIDlet-<n>には対応しておらず、Jarに含める事が可能なアプリはひとつだけである。
- 通信については現在のところ1日3MBまでに制限されており、この制限を越えると、翌日の1時まで通信できなくなる。また、この制限にはJad/Jarファイルのダウンロードも含まれるため、注意が必要である。また、接続前に必ずユーザーに確認を行うのも特徴である。
- 2010年8月31日、通信制限の撤廃、コンテンツプロバイダーへの開放等が予定されていると発表された。[1]

## EZアプリ (J)
- EZアプリ（J）とはオープンアプリプレイヤーをベースとしており、アプリックスのJBlendで構築したJava VMを挟むことで、BREWプラットフォーム上でJavaアプリを動作させる。そして新たに3Dグラフィックの描画機能やアプリデータをSDカードに書き込む機能を追加したほか、メモリ容量やアプリのサイズを増やしている。また、従来のBREW版EZアプリ及びオープンアプリプレイヤーは1日最大6Mバイトまでの通信制限があったが、EZアプリ （J）に通信制限はない。2011年春モデルのT006より順次搭載された。

技術的な詳細仕様がKDDIのEZファクトリーにて公開されている。

## 対応機種
（2014年12月現在）
※同キャリア向けの2007年春モデルから一部の機種にOAPが搭載されている。
- カシオ計算機(CA)
  - W51CA・W52CA・EXILIMケータイ W53CA・W61CA・G'zOne W62CA・EXILIMケータイ W63CA
  - CA001・G'zOne CA002・EXILIMケータイ CA003・EXILIMケータイ CA004・CA007[2]
- 富士通東芝モバイルコミュニケーションズ（現・富士通モバイルコミュニケーションズ） Fujitsuブランド(F)
  - E09F・F001[2]
- 日立コンシューマエレクトロニクス（2009年6月以前は日立製作所）(H)
  - W51H・W52H・Woooケータイ W53H・W61H・Woooケータイ W62H・Woooケータイ W63H
  - Woooケータイ H001・Mobile Hi-Vision CAM Wooo（HIY01）
- 京セラ(K)
  - W53K・W61K・W64K・W65K
  - K002・K007・K009[2]・K011（K011 Zを含む）[2]
- パナソニック モバイルコミュニケーションズ(P)
  - W52P・W61P・W62P（島耕作ケータイを含む）
  - P001
- パンテック&キュリテル（パンテックワイヤレスジャパン）(PT)
  - W61PT
- ソニー・エリクソン・モバイルコミュニケーションズ（現：ソニー・モバイルコミュニケーションズ）(S)
  - W51S・ウォークマンケータイ W52S・W53S・W54S・Cyber-shotケータイ W61S・W62S・フルチェンケータイ re（W63S）・W64S・Walkman Phone, Xmini（W65S）
  - Walkman Phone, Premier3（SOY01）・Cyber-shotケータイ S001・G9（SOX01）・S002 ・BRAVIA Phone U1（SOY02）・URBANO BARONE（SOY03）・S007[2]・URBANO AFFARE（SOY05）[2]
- 三洋電機（大阪、現：京セラ SANYOブランド） / 鳥取三洋電機（現：三洋電機コンシューマエレクトロニクス）(SA)
  - W51SA・W52SA・W53SA・W54SA・INFOBAR2 (W55SA)・W61SA・W62SA・W63SA・W64SA
  - SA002
- シャープ(SH)
  - AQUOSケータイ W61SH・W62SH・URBANO（W63SH）・AQUOSケータイ W64SH
  - SH001・E05SH・E06SH・SOLAR PHONE SH002・AQUOS SHOT SH003・SH004
- 東芝（現：富士通モバイルコミュニケーションズ TOSHIBAブランド）(T)
  - W53T・W54T・W55T・W56T・W61T・W62T・Sportio（W63T）・W64T・W65T
  - フルチェンケータイ T001・T002・biblio（TSY01）・ドッツ・オブセッション、水玉で幸福いっぱい（TSX01）・宇宙へ行くときのハンドバック（TSX02）・私の犬のリンリン（TSX03）・E08T・T006[2]・T007[2]・T008[2]

BREWで作成されているにもかかわらず過去の携帯電話に対応できない理由としては、EZウェブブラウザがOAPのダウンロードタグに対応していないためである。
2009年秋冬モデルの一部のKCP+搭載機種、URBANO BARONEおよびE08Tを除く2010年春モデルのKCP+搭載機種、SA002を除く2010年夏モデルのKCP+搭載機種およびK007を除く2010年冬モデルおよび2011年春モデル以降のKCP+搭載機種においては、OAPが再び非搭載となったが、2011年春モデルのT006よりEZアプリ（J）として復活した。

## 特徴
MNPに向けての他キャリア対策の一環として、自作アプリが使用不可能であるBREWの欠点を補うために導入された。逆に、公式コンテンツプロバイダに対してはOAPで動作するアプリの開発を認めておらず、EZアプリ(BREW)上でのアプリ開発を促す方針。
OAPはオープンアプリを再生するためのプレイヤー(再生装置)という位置づけで開発されたEZアプリ(BREW)である。au携帯電話はチップセット、OS等がほぼQUALCOMM製に統一されており、動作速度以外では携帯電話間での差が少ない傾向にある。特別な仕様を採用していない事もあり、広くCLDC1.1/MIDP2.0準拠のアプリが動作すると考えられる。
主なスペックは
- テンキー（0～9、*、#）だけでなく、方向キー、決定キー、4つのソフトキーにも操作を割り当てることができる（ソフトキーはおおむね「アプリ」「アドレス帳」「メール」「EZweb」のボタンに設定される）。
- 最大30タイトルのオープンアプリをダウンロードできる。
- Jadサイズ6KB Jarサイズ300KB レコードストア32KB
- 画面サイズは、240×268ドット(フルスクリーンモード時は240×296ドット)
- 再生可能な音源は、SP-MIDI(×4)、ToneSequence、ADPCM(×4)
- 再生可能な画像は、PNG(2値透過のみ)、JPEG
- HTTP/HTTPS通信が可能。TCP/UDPパケット通信はできない。1日3MBの通信量規制がある。

となっている。
2008年春モデルの一部の機種では、一部機能がバージョンアップされ、バージョン1.1になった。
- WQVGAサイズに対応した。(240×376ドット)
- EZウェブのコンテンツよりオープンアプリに対して、パラメータを引き渡しての起動に対応した。
- 電界強度の取得に対応した。
- 電池残量の取得に対応した。
- メモリカード有無の取得に対応した。
- 自らのJadファイルについて、ダウンロード元URLの取得に対応した。
- オープンアプリの外部メモリへのバックアップに対応した。[9]

技術的な詳細仕様がKDDIのEZファクトリーにて公開されている。